# Mark Spitz
Mark Andrew Spitz [špíc], ameriški plavalec, * 10. februar 1950, Modesto, Kalifornija.
Spitz je eden najboljših svetovnih plavalcev. Nastopil je na dveh olimpijskih igrah in skupno osvojil 11 medalj, od tega 9 zlatih ter po eno srebrno in bronasto. Najbolj znan je po sedmih zmagah na olimpijskih igrah 1972 (4 posamične in 3 štafetne) ter pri tem dosežku vsakič postavil nov svetovni rekord. Število zmag na enih olimpijskih igrah je leta 2008 presegel Michael Phelps z osmimi zlatimi medaljami. Spitz je v svoji bogati športni karieri dosegel 23 svetovnih in 35 ameriških rekordov. Po koncu športne kariere je postal športni komentator ter se pri 41 letih ponovno poskusil vrniti na tekmovanja. Želel je nastopiti na olimpijskih igrah 1992 vendar se ni uspel uvrstiti v ameriško olimpijsko reprezentanco.